# Festival de Cine de Taormina

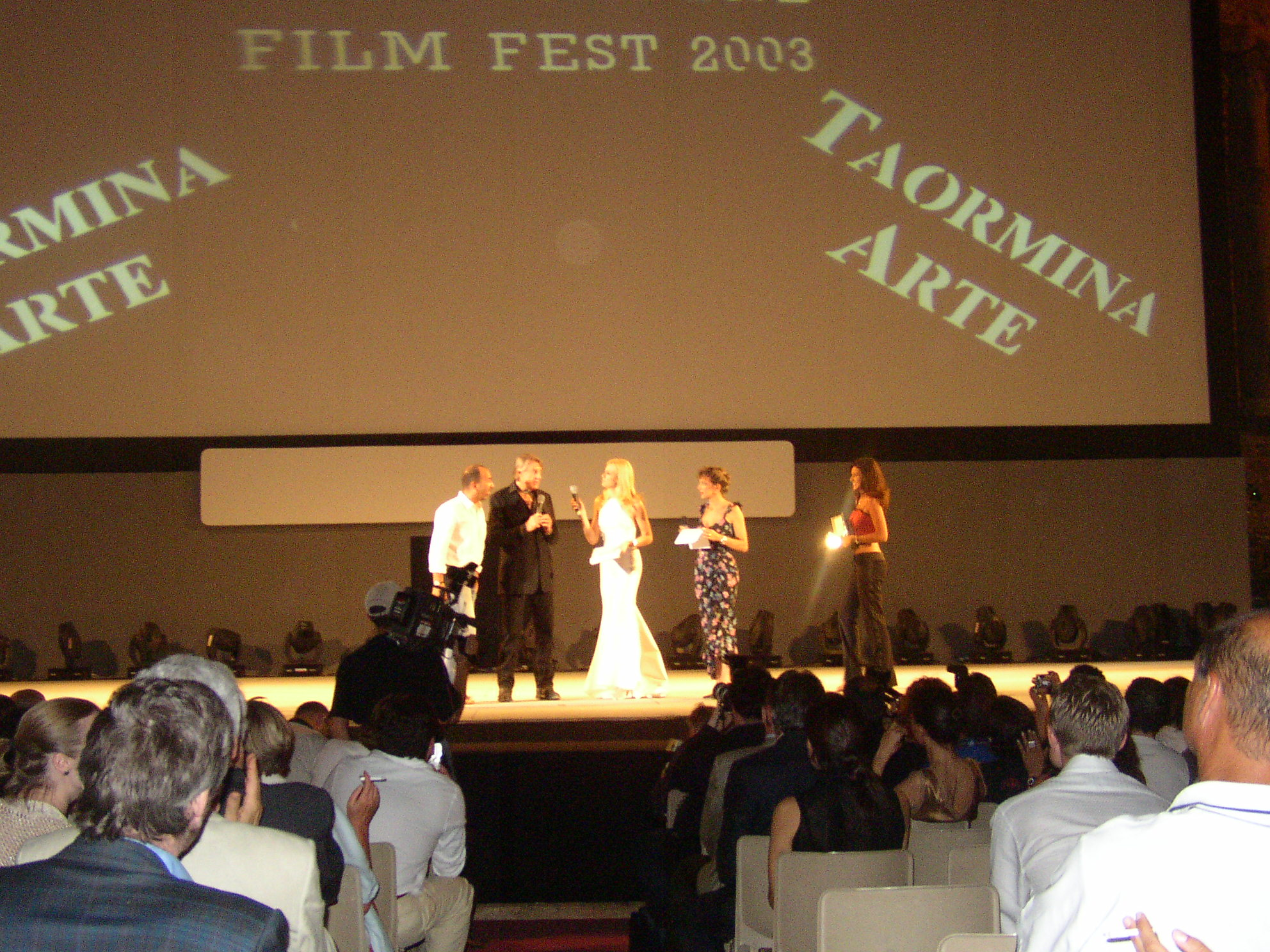
Director Joel Schumacher en el Festival de Cine de Taormina en 2003 (première italiana de Phone Booth.

El Festival de Cine de Taormina es un histórico festival de cine creado en 1955 con el nombre de Rassegna Cinematografica Internazionale di Messina e Taormina. La exhibición, que se realiza en forma permanente en Taormina desde 1971, ha sido presentada a lo largo de los años por diversas estrellas del cine mundial como Elizabeth Taylor, Marlene Dietrich, Sophia Loren, Cary Grant, Robert De Niro, Colin Firth, Marlon Brando, Charlton Heston, Audrey Hepburn, Gregory Peck, Tom Cruise, Melanie Griffith, Susan Sarandon (2016), Richard Gere (2016), Oliver Stone (2016) y Antonio Banderas.
El festival fue dirigido desde 1999 a 2006 por Felice Laudadio, quien ha llevado a Sicilia a algunos de los máximos exponentes del cine mundial. El 2004 el festival celebró su aniversario número cincuenta. Enrico Ghezzi, director desde 1991 a 1998 renombró al show como TaoFest.
Desde 2007 la directora es Deborah Young, quien trabajó durante muchos años como subdirectora a las órdenes de Laudadio. El evento ha acogido, durante muchos años la ceremonia de entrega de los Nastri d'Argento del Cine Italiano; una evento en que diversas películas internacionales son preestrenadas. Se celebra en el Teatro Griego de la Ciudad. 
Durante la celebración del festival se realizan proyecciones gratuitas de películas fuera de concurso.  

## Directores
- Arturo Arena (1955)
- Michele Ballo (1956 - 1968)
- Giuseppe Campione (1969 - 1970)
- Gian Luigi Rondi (1971 - 1980)
- Guglielmo Biraghi (1981 - 1990)
- Enrico Ghezzi (1991-1998)
- Felice Laudadio (1999-2006)
- Deborah Young (2007-2011)
- Mario Sesti (2012-2014)